# Trinità (Lotto)
La Trinità è un dipinto a olio su tela (170x115 cm) di Lorenzo Lotto, databile al 1519-1520 circa e in deposito temporaneo presso il Museo Adriano Bernareggi di Bergamo. 

## Storia
La pala, di dimensioni medie, ma di qualità artistica altissima, era stata dipinta per la chiesa della Trinità di Bergamo, un tempo esistente di fronte alla chiesa di Santo Spirito. Restò sull'altare maggiore, vicina a un'altra opera dipinta sempre dal Lotto, il Cristo in pietà con la Madonna, san Giuseppe e una santa. Nel 1808 la chiesa venne soppressa e poi demolita, e la pala acquistata dal curato locale don Giovanni Battista Conti, passata poi in eredità al fratello Giuseppe che nel 1818 ne fece dono alla chiesa di Sant'Alessandro della Croce. Al momento si trova esposta nel Museo Adriano Bernareggi di Bergamo. 
La datazione è incerta, viene però considerata tra le prime opere del pittore a Bergamo, forse subito dopo la Pala Martinengo del (1513-1516) quando il pittore subiva ancora l'influenza del classicismo raffaellesco, la similitudini della figura di Cristo con quello della cappella Suardi a Trescore Balneario o quello nel Polittico dei Santi Alessandro e Vincenzo farebbero presupporre invece per una collocazione temporale alla fine del periodo bergamasco dell'artista, o ad una revisione delle sue prime opere.
Le dimensioni della tela vennero modificate nel 1793 da Francesco Rossis o Rospis, che ne smussò gli angoli con un taglio netto di forbice, forse per adattarla ad una nuova cornice barocca, venne rinforzata con una tela di sostegno che causò, dovuto all'uso della colla di natura proteica,  un danno ai colori alterando gli strati fondamentali del dipinto danneggiandolo gravemente, così come sono evidenti i segni dei chiodi del fissaggio alla cornice, il tutto per un costo di lire 31. 
Il primo intervento di restauro fu dal laboratorio dell'Accademia Carrara negli anni '80, sotto la direzione di Bertelli, nel 1997 da Benigni e nel 2010 da Minerva Maggi, Eugenia De Beni e Alberto Sangalli sotto la direzione scientifica di Pacia.

## Descrizione e stile
Da un punto di vista iconografico la pala spicca come una delle più fantasiose invenzioni del Lotto, copiata per secoli dagli artisti locali. In particolare la pala Trinità di Giovan Battista Moroni conservata presso la chiesa di san Giuliano di Albino, e ben quattro da Enea Salmeggia. 
Il Lotto si manifesta in tutta la sua grande preparazione teologica che nasce dall'intensa lettura, studio e interpretazione delle scritture. Gesù è infatti raffigurato nella gloria del cielo dentro un cerchio di nubi, come nelle scene della trasfigurazione. Poggia i piedi su due cerchi paradisiaci e allarga le braccia per mostrare le ferite della passione, tra lo sfolgorio del panneggio volante, mentre sopra di lui vola la colomba dello Spirito Santo. 

La parte più straordinaria è però l'apparizione del Padre: invece della divinità umanizzata, evocata magari da una mano benedicente che scende dal cielo, come era d'uso raffigurare, Lotto lo rappresentò come un'entità di pura luce, che si materializza alle spalle del figlio, sollevando le braccia, in un concerto di gesti di estrema efficacia, rifacendosi al libro del Deuteronomio
(Deuteronomio IV,12)
e del Esodo
(Esodo, XXXIII,20)

La luce dell'emanazione divina invade la tela, in maniera talmente abbagliante da far apparire, per contrasto, scure e grigiastre le nubi, per non parlare del paesaggio alla base, che si assesta come una macchia d'ombra. Il Figlio è l'immagine del Padre che lo avvolge con la sua luce, evidente amore verso il suo popolo attraverso il mistero della salvazione. 
(Giovanni. XII, 45)
Si tratta di un vero e proprio "rovesciamento del partito luministico" (Lucco, 1997), che dà alla parte superiore un connotato particolarmente etereo e divino.